# Dolichothrix ericoides
Dolichothrix ericoides (Lam.) Hilliard & B.L.Burtt, 1981 è una specie di pianta angiosperma dicotiledone della famiglia delle Asteraceae (sottofamiglia Asteroideae, tribù Gnaphalieae e sottotribù Gnaphaliinae). Dolichothrix ericoides è anche l'unica specie del genere Dolichothrix Hilliard & B.L.Burtt, 1981.

## Etimologia
Il nome generico (Dolichothrix) deriva dal greco dolicho (= lungo) e thrix (= capelli) e fa riferimento ai lunghi peli capillari doppi sugli acheni. L'epiteto specifico (ericoides) dimostra una certa somiglianza con il portamento ericoide.
Il nome scientifico della specie è stato definito dai botanici Jean-Baptiste Pierre Antoine de Monet de Lamarck (1744-1829), Olive Mary Hilliard (1925-2022) e Brian Laurence Burtt (1913-2008) nella pubblicazione Botanical Journal of the Linnean Society (Bot. J. Linn. Soc. 82(3): 222) del 1981. Il nome scientifico del genere è stato definito nella stessa pubblicazione.

## Descrizione
Habitus. La specie di questa voce ha un habitus di tipo nano-arbustivo (a volte simili al muschio). I cauli di queste piante sono provvisti del floema, ma non di canali resiniferi; mentre i sesquiterpeni lattoni sono normalmente assenti (piante senza lattice).
Fusto. La parte aerea è composta da arbusti legnosi nani. Gli steli sono bianco-lanosi inizialmente, poi s'ingrigiscono con l'età. Altezza media: 0,1-0,2 metri.
Foglie. Le foglie in genere sono disposte in modo alternato (e sessile) e sono simili a quelle dell'Erica (piccole, robuste simili a squame e embricate). La lamina è intera sia piatta che contorta; i margini sono continui e revoluti. La superficie è sparsamente tomentosa o lanosa (in particolare quella adassiale); quella inferiore è aracnoidea, di aspetto lucido e densamente ghiandolosa. Lunghezza delle foglie: 2 mm.
Infiorescenza. Le sinflorescenze sono scapose (capolini solitari). Le infiorescenze vere e proprie sono formate da un capolino terminale peduncolato di tipo discoide (con fiori omogami) o disciforme (con fiori eterogami). I capolini sono formati da un involucro, con forme a imbuto, composto da 48 - 52 brattee, al cui interno un ricettacolo fa da base ai fiori. Le brattee, da bianche a brune e a consistenza cartacea, sono disposte in modo più o meno embricato su più serie e possono essere connate alla base (strati di stereoma indiviso); talora possono avere un margine ialino. Il ricettacolo è nudo ossia senza pagliette a protezione della base dei fiori; la forma è piatta e alveolata. Lunghezza del capolino: 6-8 mm. Diametro del ricettacolo: 1,5-1,7 mm.
Fiori. I fiori (24 - 28 per capolino) sono tetra-ciclici (formati cioè da 4 verticilli: calice – corolla – androceo – gineceo) e pentameri (calice e corolla formati da 5 elementi). Sono inoltre tubulosi, attinomorfi e si distinguono in:
- fiori del disco esterni: sono generalmente assenti o raramente presenti (sub-radiati);
- fiori del disco centrali: sono pochi; sono ermafroditi.

In questo gruppo di piante i fiori radiati (ligulati o del raggio) sono assenti; a volte sono confusi con i fiori femminili (tubulosi) del disco esterno più o meno sub-zigomorfi con un lembo piatto e possono essere interpretati come fiori del raggio.
- Formula fiorale:

*/x K {\displaystyle \infty }, [C (5), A (5)], G 2 (infero), achenio
- Calice: i sepali del calice sono ridotti ad una coroncina di squame.
- Corolla: la forma della corolla normalmente è tubolare con 5 lobi (raramente 4); i lobi hanno una forma deltata o più o meno lanceolata. Il colore della corolla è giallo. I fiori sono lunghi 3,5 mm.
- Androceo: l'androceo è formato da 5 stami sorretti da filamenti generalmente liberi; gli stami sono connati e formano un manicotto circondante lo stilo; le teche (produttrici del polline) sono prive di sperone, ma hanno la coda (una sola); le appendici apicali delle antere hanno delle forme piatte; il tessuto endoteciale (rivestimento interno dell'antera) è quasi sempre polarizzato (con due superfici distinte: una verso l'esterno e una verso l'interno). Il polline è di tipo echinato (con punte sporgenti) a forma sferica è formato inoltre da due strati di ectesine, mentre lo strato basale è spesso e regolarmente perforato (tipo “gnafaloide”).[8]
- Gineceo: l'ovario è infero uniloculare formato da 2 carpelli. Lo stilo (il recettore del polline) è intero o biforcato con due stigmi terminali; nella parte basale è ingrossato. Gli stigmi hanno una forma leggermente arrotondata e sono troncati; possono essere ricoperti da minute papille o avere dei penicilli apicali. Le superfici stigmatiche sono separate. I nettari sono assenti.[8]
- Antesi: in prevalenza da dicembre a marzo, sporadicamente in agosto.

Frutti. I frutti sono degli acheni con pappo. Gli acheni sono piccoli a forma ellissoide; la superficie è densamente ricoperta di peli allungati doppi (a volte può essere glabra); il pericarpo può essere percorso longitudinalmente da 5 fasci vascolari (o coste). Il pappo in genere ridotto, è formato da 18 - 24 setole capillari (piumose o barbate) connate alla base oppure libere.

## Biologia
Impollinazione: l'impollinazione avviene tramite insetti (impollinazione entomogama tramite farfalle diurne e notturne).

Riproduzione: la fecondazione avviene fondamentalmente tramite l'impollinazione dei fiori (vedi sopra).

Dispersione: i semi (gli acheni) cadendo a terra sono successivamente dispersi soprattutto da insetti tipo formiche (disseminazione mirmecoria). In questo tipo di piante avviene anche un altro tipo di dispersione: zoocoria. Infatti gli uncini delle brattee dell'involucro (se presenti) si agganciano ai peli degli animali di passaggio disperdendo così anche su lunghe distanze i semi della pianta. Inoltre per merito del pappo il vento può trasportare i semi anche a distanza di alcuni chilometri (disseminazione anemocora).

## Distribuzione e habitat
La specie di questa voce è distribuita in Sudafrica e frequenta le aree montuose della Provincia del Capo Occidentale con una prevalenza nelle vicinanze di Jansenville (Provincia del Capo Orientale). L'habitat preferito sono gli anfratti rocciosi nell'arenaria a quote tra 1100-2300 metri di altitudine.

## Tassonomia
La famiglia di appartenenza di questa voce (Asteraceae o Compositae, nomen conservandum) probabilmente originaria del Sud America, è la più numerosa del mondo vegetale, comprende oltre 23 000 specie distribuite su 1 535 generi, oppure 22 750 specie e 1 530 generi secondo altre fonti (una delle checklist più aggiornata elenca fino a 1 679 generi). La famiglia attualmente (2021) è divisa in 16 sottofamiglie; la sottofamiglia Asteroideae è una di queste e rappresenta l'evoluzione più recente di tutta la famiglia.

### Filogenesi
Il genere di questa voce è descritto nella tribù Gnaphalieae, una delle 21 tribù della sottofamiglia Asteroideae. Da un punto di vista filogenetico, la tribù Gnaphalieae fa parte del supergruppo (o sottofamiglia) "Asteroideae grade"; l'altro è il supergruppo "Non-Asteroideae" contenente il resto delle sottofamiglie delle Asteraceae. All'interno del supergruppo è vicina alle tribù Senecioneae, Calenduleae, Astereae e Anthemideae.
Il genere della specie di questa voce appartiene al clade Metalasia, un gruppo informale della sottotribù Gnaphaliinae che occupa una posizione centrale nell'ambito filogenetico della sottotribù. Le specie di questo gruppo sono di tipo ericoide con portamenti più o meno arbustivi, con pochi e piccoli fiori, stretti capolini, spesso con brattee cartacee, bianche o colorate. In particolare i capolini sono riuniti in sinflorescenze di varia forma e dimensione che spesso forniscono caratteri diagnostici per riconoscere le varie specie del gruppo. "Metalasia clade", monofiletico e composto da 8 generi soprattutto del Sudafrica, può essere diviso in due gruppi: (1) il genere Metalasia insieme al genere monotipo Planea (compresi in posizione "basale" i generi Lachnospermum e Phaenocoma) e (2) il resto del clade. "Dolichothrix" appartiene al secondo gruppo insieme ai generi Calotesta, "Atrichantha" e Hydroidea e con questi forma un "gruppo fratello".
Il cladogramma seguente, tratto dallo studio citato e semplificato, mostra una possibile configurazione filogenetica della sottotribù evidenziando la posizione della specie di questa voce.
|  | \| \| Metalasia \| \| \| \| \| \| Planea \| \| \| \| |
|  |                                                      |
|  | Lachnospermum                                        |
|  |                                                      |
|  | Metalasia                                            |
|  |                                                      |
|  | Planea                                               |
|  |                                                      |

|  | Metalasia |
|  |           |
|  | Planea    |
|  |           |

|  | \| \| Metalasia \| \| \| \| \| \| Planea \| \| \| \| |
|  |                                                      |
|  | Lachnospermum                                        |
|  |                                                      |
|  | Metalasia                                            |
|  |                                                      |
|  | Planea                                               |
|  |                                                      |

|  | Metalasia |
|  |           |
|  | Planea    |
|  |           |

|  | Atrichantha                                             |
|  |                                                         |
|  | \| \| Calotesta \| \| \| \| \| \| Hydroidea \| \| \| \| |
|  |                                                         |
|  | Calotesta                                               |
|  |                                                         |
|  | Hydroidea                                               |
|  |                                                         |

|  | Calotesta |
|  |           |
|  | Hydroidea |
|  |           |

|  | Atrichantha                                             |
|  |                                                         |
|  | \| \| Calotesta \| \| \| \| \| \| Hydroidea \| \| \| \| |
|  |                                                         |
|  | Calotesta                                               |
|  |                                                         |
|  | Hydroidea                                               |
|  |                                                         |

|  | Calotesta |
|  |           |
|  | Hydroidea |
|  |           |

|  | \| \| Metalasia \| \| \| \| \| \| Planea \| \| \| \| |
|  |                                                      |
|  | Lachnospermum                                        |
|  |                                                      |
|  | Metalasia                                            |
|  |                                                      |
|  | Planea                                               |
|  |                                                      |

|  | Metalasia |
|  |           |
|  | Planea    |
|  |           |

|  | \| \| Metalasia \| \| \| \| \| \| Planea \| \| \| \| |
|  |                                                      |
|  | Lachnospermum                                        |
|  |                                                      |
|  | Metalasia                                            |
|  |                                                      |
|  | Planea                                               |
|  |                                                      |

|  | Metalasia |
|  |           |
|  | Planea    |
|  |           |

|  | Atrichantha                                             |
|  |                                                         |
|  | \| \| Calotesta \| \| \| \| \| \| Hydroidea \| \| \| \| |
|  |                                                         |
|  | Calotesta                                               |
|  |                                                         |
|  | Hydroidea                                               |
|  |                                                         |

|  | Calotesta |
|  |           |
|  | Hydroidea |
|  |           |

|  | Atrichantha                                             |
|  |                                                         |
|  | \| \| Calotesta \| \| \| \| \| \| Hydroidea \| \| \| \| |
|  |                                                         |
|  | Calotesta                                               |
|  |                                                         |
|  | Hydroidea                                               |
|  |                                                         |

|  | Calotesta |
|  |           |
|  | Hydroidea |
|  |           |

I caratteri distintivi (e diagnostici) della specie  Dolichothrix ericoides sono:
- l'habitat è di tipo ericoide;
- i capolini contengono 24 – 28 fiori;
- le brattee involucrali hanno delle lamine bianche;
- i fiori centrali sono gialli;
- gli acheni hanno dei lunghi peli bianchi.

### Sinonimi
Sono elencati alcuni sinonimi per questa entità:
- Xeranthemum ericoides Lam.
- Aphelexis ericoides  Sweet
- Argyrocome ericoides Poir.
- Bryomorphe lycopodioides (Sch.Bip. ex Walp.) Levyns
- Bryomorphe zeyheri  Harv.
- Gnaphalium argyrocoma Sch.Bip.
- Helichrysum ericoides Pers.
- Klenzea lycopodioides Sch.Bip. ex Walp.
- Stoebe nivea Thunb.
- Xeranthemum moniliforme Houtt. ex DC.

Sinonimi per il genere:
- Bryomorphe Harv. (Alcune ricerche assegnano questo genere al gruppo informale Stoebe clade[18])